# Dominicus Germanus de Silesia
Dominik ze Skorogoszczy bardziej znany jako Dominicus Germanus de Silesia (ur. w 1588 w Skorogoszczy (wówczas Schurgast), zm. 28 września 1670 w Real Monasterio de San Lorenzo de El Escorial) – franciszkanin, arabista.
Nie zachowały się informacje o jego życiu przed rokiem 1624, wiemy tylko, że był osobą duchowną. W tym roku w wieku 36 lat, wstąpił w Nysie do zakonu franciszkańskiego, w prowincji niemieckiej. Stąd też jego późniejszy przydomek „Germanus", on sam jednak określał siebie: Ego sum Silesita (Jestem Ślązakiem). 
Po krótkim pobycie w zakonie w Nysie przeniósł się do Rzymu, gdzie został przyjęty do rzymskiej prowincji franciszkańskiej. Poświęcił się tam pracy naukowej, tj. studiom nad językami orientalnymi: arabskim, tureckim i perskim. W 1630 udał się do Ziemi Świętej, tam oprócz pracy duszpasterskiej doskonalił również swój język arabski. We wrześniu 1635 wrócił do Rzymu, gdzie podjął pracę w Świętej Kongregacji Krzewienia Wiary. W 1636 roku został lektorem kolegium misyjnego San Pietro in Montorio w Rzymie. W tym czasie współpracował również przy wydaniu Pisma Świętego w języku arabskim. W 1636 roku wydał książkę Propaganda Fide o podstawach gramatyki potocznego języka arabskiego, a w 1639 opublikowano jego słownik łacińsko—włosko—arabski Fabrica linguae arabicae.
W 1645 został prefektem Misji do Spraw Ludów Tatarskich i Jeńców Chrześcijańskich w Samarkandzie, jednocześnie król polski Władysław IV Waza zlecił mu misję poselską do Persji. Do Samarkandy Dominik jednak z niewiadomych przyczyn nie dotarł. Zatrzymał się w Isfahanie, gdzie przebywał od 1649, studiując języki perski i turecki. Do Rzymu wrócił w roku 1651. 
W 1652 udał się do Hiszpanii na dwór króla Filipa IV, gdzie został nauczycielem i tłumaczem, podjął również ponownie pracę naukową. Zajmował się tam dziełami zgromadzonymi w królewskiej bibliotece w Escorialu, pracował nad przekładami z języka arabskiego. Tłumaczył m.in. Koran - świętą księgę islamu. Napisał dzieło teologiczne Antitheses Fidel. Pozostawił również wiele prac rękopiśmiennych przechowywanych dziś w zbiorach klasztoru Real Monasterio de San Lorenzo de El Escorial m.in.: Annotationes de deo uno et trio, De preacipisu religionis fundamentis, Veni mecum ad Mohamedanos.
Zmarł w Eskurialu 28 września 1670 w wieku 82 lat.